# Saut des Français
Le Saut des Français est un lieu-dit situé à la sortie de Duranus (en direction de Saint-Jean-la-Rivière, hameau de la commune d’Utelle), dans les Alpes-Maritimes. À la fin du XVIIIe siècle, il aurait été un haut lieu de la résistance des barbets contre l’occupation du comté de Nice par les troupes françaises de la Révolution : des soldats français auraient été précipités du haut de cette falaise de 300 mètres dans la vallée de la Vésubie en contrebas, en représailles des atrocités que ces mêmes soldats avaient commises.
Des recherches archéologiques n’ont pas permis de confirmer ce qui n’est peut-être qu’une légende, ou un fait resté isolé.

## Mythes et réalité
Pour Laurent Ripart, le Saut des Français  a maintenant acquis le statut de lieu de mémoire : « tout au long du XIXe siècle, les récits des atrocités passées donnent naissance à une riche tradition orale, qui permet aux barbets de prendre place, aux côtés des Sarrasins et de la reine Jeanne, dans le légendaire du pays niçois. Ils acquièrent bien vite leurs lieux de mémoire, comme le célèbre « saut des Français » de Duranus, où, selon la tradition, les barbets auraient jeté vivants des soldats républicains, du haut d’un précipice de plus de 300 mètres ».
André Compan indique que le surnom en niçois des habitants de Duranus, lu barbet (« les barbets ») « est renforcé par un autre tout aussi éloquent : lu Desrocabaus, mot à mot : les déroche-falaise ».

## Littérature
Michel Iafelice juge « somme toute pittoresque » avec une « tendance à sombrer dans le macabre » la description du Saut des Français qu’il reproduit, tirée d’un roman de Victor-Eugène Gauthier, Les Bandits justiciers des Alpes-Maritimes paru fin 1870, et où les barbets s’en prennent à des soldats français isolés : « Un spectacle d’une horreur indescriptible s’offre alors aux Français. Du haut d’un petit plateau qui domine les plus gigantesques escarpements de la Vésubie… les barbets précipitent dans le lit rocheux du torrent nos pauvres volontaires français. Ils sont saisis les uns après les autres par les bras et les jambes et jetés dans le gouffre au milieu de cris d’épouvante et de rires sataniques qui se répercutent dix fois pour une dans ces abîmes épouvantables… » (page 105 du roman).
Un roman de Louis-Gilles Pairault (qui a dirigé les Archives municipales de Nice) porte le nom du lieu-dit et se déroule à l'époque de la Révolution : il raconte les aventures d’un jeune soldat des armées républicaines, Jacques, qui participe à la conquête du comté de Nice en 1792. Il est confronté à la violence de l'occupation, à l'hostilité de la population, malgré l'attention qu'il porte à une jeune Niçoise, et aux affrontements dans l'arrière-pays niçois (Le Saut des Français, un amour à Nice sous la Terreur, Rennes, Ouest-France, 2012, 211 p).